# Барашки (Восточно-Казахстанская область)
Бара́шки (каз. Барашки) — село в Шемонаихинском районе Восточно-Казахстанской области Казахстана, входит в состав Первомайской поселковой администрации. Код КАТО — 636857200.

## География
Село расположено на юго-западе Шемонаихинского района, на правом берегу реки Иртыш, в 2 километрах к югу от административного центра поселковой администрации поселка Первомайский, в 42 километрах к югу от районного центра города Шемонаиха. Ближайшая железнодорожная станция Предгорная (с. Предгорное) — расположена в 20 километрах к востоку от села (по дороге — 31 км). Соседние населённые пункты: Первомайский в 2 километрах к северу, Зевакино в 6 километрах к западу, Берёзовка в 6 километрах к востоку. Транспортное сообщение осуществляется автомобильной дорогой KF SH-16 «Первомайский — Барашки» (3,0 км). Высота центра населённого пункта — 234 метров над уровнем моря.

## Население
| Численность населения | Численность населения | Численность населения | Численность населения |
| 1989                  | 1999                  | 2009                  | 2021                  |
| --------------------- | --------------------- | --------------------- | --------------------- |
| 838                   | ↘667                  | ↘597                  | ↘343                  |

Процентное соотношение численно-преобладающих национальностей согласно переписи 1989 года:
| Национальность | Процентное соотношение |
| -------------- | ---------------------- |
| Русские        | 63 %                   |
| Казахи         | 28 %                   |
| Другие         | 9 %                    |